# Lázaro Peña
Lázaro Peña González (La Habana, Cuba, 29 de mayo de 1911 - Ibídem, 11 de marzo de 1974) fue un líder obrero cubano.

## Biografía

### Orígenes y primeros años
Lázaro Peña Gonzales, líder del movimiento obrero cubano, nació el 29 de mayo de 1911, en un humilde hogar obrero en la ciudad de La Habana, capital de Cuba. 
Desde pequeño tuvo que luchar contra la pobreza y ya con la edad de doce años comenzó a trabajar como aprendiz de variados oficios, entre los cuales se encontraban: carpintero, herrero, yesista y albañil. 
Más tarde se incorporó a trabajar en la fábrica de tabacos “El Crédito”.

### Vida y obra
En dicha fábrica desarrolló ideales revolucionarios, y luego como un dirigente obrero destacado y con prestigio. Ingresó en el año 1930 en el primer Partido Comunista de Cuba a la edad de 18 años, en el cual desempeñó un importante papel.
Participó en la Huelga general de 1933 que devino en el derrocamiento del régimen de Gerardo Machado (1925-1933). 
En el Segundo Congreso del Partido Comunista de Cuba (1934), fue electo miembro de su Comité Central. En 1934 también fue promovido al cargo de secretario general del Sindicato de Tabaqueros y fue designado miembro del comité ejecutivo de la Confederación Nacional Obrera de Cuba (CNOC), que pasó a dirigir en 1935. 
Dirigió el Comité ejecutivo de la Huelga general de marzo de 1935, la cual fracasó y Peña fue encarcelado y torturado. En 1939, resultó electo Secretario General de la CTC hasta 1947, que fue sustituido por el oficialista Eusebio Mujal.
Condujo, al frente de la CTC, una gran movilización como respuesta a la campaña del entonces presidente cubano Carlos Prío Socarrás (1948-1952) para dividir y menguar la fuerza del movimiento obrero cubano. Fue elegido como miembro del Comité Central del Partido en el año 1955, a raíz de su trayectoria en la lucha por el proletariado.
Con el triunfo de la Revolución cubana en 1959 y regresando del exilio, asumió la dirección de la clase obrera, la que desarrolló en los años posteriores al triunfo revolucionario una importante labor en las tareas de la Revolución naciente.

### Muerte
Lázaro Peña González falleció de causas naturales el 11 de marzo de 1974, fecha hasta la cual estuvo desarrollando una intensa labor en favor del proletariado cubano. Se le ha llamado el "Capitán de la clase obrera" en Cuba.